# Дифузијска пумпа
Дифузијске пумпе користе парне млазнице велике брзине за гасних молекула, непосредно кроз млазнице паре које пролазе даље кроз кућиште на задњи део пумпе и кроз испуст у одвод. Волфганг Гаеде их је приказао 1915. помоћу живине паре. Оне су биле први типови високо вакуумских пумпи које су функционисале у режиму слободног молекуларног протока, где кретање гасних молекула може бити разумљивије код распршивања, него код конвенционалне динамике течности. Гаеде је користио име дифузијска пумпа пре њене конструкције, на основу проналаска да се гас не може распршивати, насупрот паре која струји. Међутим, принцип рада може бити тачније описан као гасно-млазна пумпа. Распршивање, такође, има улогу у другим великим вакуумским пумпама. У модерним уџбеницима, дифузијска пумпа је категоризована као тренутно преносна пумпа. Дифузијска пумпа је широко примењена, у оба сектора: индустрији и истраживању. Најсавременије дифузијске пумпе користе силиконско уље као радни медијум. Сесил Реџиналд Бурх је открио 1928. г. могућност коришћења силиконског уља.

## Уљне дифузијске пумпе
Уљна дифузијска пумпа функционише помоћу уља ниског притиска при испаравању. Њена сврха је постићи виши вакуум (доњи притисак) него што је могуће за коришћење пумпи. Иако је њено коришћење било углавном повезано у склопу високо-вакуумских распона, дифузијске пумпе данас могу произвести притиске приближно 10-10 мбар, након исправног коришћења са модерном и додатном опремом. Примене дифузијских пумпи за врло високе вакууме користе се при великим брзинама пумпања у свим гасовима, а притом су ниски трошкови по јединици. Дифузијске пумпе не могу непосредно испустити у атмосферу гас, тако се механички предњи део пумпе по правилу користи за одржавање излазног притиска око 0.1 мбар-а.
Кроз млазницу флуид тече великом брзином и притом кључа те се тако ствара пара у склопу млазнице. Треба имати на уму да је уље гасно када се уноси у млазницу. Унутар млазница, проток се мења од ламинарног, према надзвучном и молекулараном. Често се различите млазнице користе у серијама за повећање рада пумпе. Дифузијске пумпе се споља хладе ваздухом или водом. Пара се кондензује и обнавља и затим враћа у бојлер. Гасови у пумпи теку према дну, где се повећава притисак гасова. За разлику од турбомолекуларних пумпи, дифузијске пумпе немају покретне делове те као такве су веома издрживе и сигурне. Дифузијске пумпе могу радити на притисцима између 10-10 и 10-2 мбар- а. Оне се управљају конвекцијом и према томе имају врло слабу енергетску ефикасност. Главни недостатак дифузијских пумпи је склоност струјању уља у вакуумску комору. Уље може запрљати унутрашњу површину коморе у контакту с врућим плочама или приликом електричног пражњења, након чега долази до карбонизације. Због повратног струјања, уља дифузијских пумпи нису прогодна за примену са високо осетљивом процесном опремом. Често се хладне препреке користе зато да повратно струјање буде минимално, макар се из тог разлога губе способности пумпе. Заједничка грешка у раду уљне дифузијске пумпе је изложеност врућег уља према околини. Ако се ово догоди, уље ће прегорети и мора се заменити. Састав увиек треба бити охлађен на собну температуру, пре контакта с атмосфером.

## Парни ејектори
Парни ејектор је дифузијска пумпа за вакуумску дестилацију и хладно сушење. Млазница паре вуче пару која мора бити извучена из вакуумске коморе. Парни ејектори могу имати једну или више фаза, са или без кондензације између фаза.

## Компримовани-ваздушни ејектори
Једна категорија дифузијских вакуумских пумпи је вишефазни компримовано-ваздушни ејектор. То је врло популарна апликација где се објект креће око коморе и вакуумске линије.